# Festival cinematografico internazionale di Mosca 2006
La 28ª edizione del Festival cinematografico internazionale di Mosca si è svolta a Mosca dal 23 giugno al 2 luglio 2006.
Il Giorgio d'Oro fu assegnato al film svedese Om Sara diretto da Othman Karim.

## Giuria
- Andrzej Żuławski ( Polonia - Presidente della Giuria)
- Aleksej Učitel' ( Russia)
- Rémy Girard ( Canada)
- Pierre-Henri Deleau ( Francia)
- Julie Christie ( Regno Unito)

## Film in competizione
| Film                                         | Regista                           | Nazione                                 |
| -------------------------------------------- | --------------------------------- | --------------------------------------- |
| Más que a nada en el mundo                   | Andrés León Becker e Javier Solar | Messico                                 |
| Kubrador                                     | Jeffrey Jeturian                  | Filippine                               |
| L'uomo medio + medio (Comme tout le monde)   | Pierre-Paul Renders               | Belgio                                  |
| Klimt                                        | Raúl Ruiz                         | Austria, Germania, Francia, Regno Unito |
| Kto nigdy nie żył...                         | Andrzej Seweryn                   | Polonia                                 |
| La fiamma sul ghiaccio                       | Umberto Marino                    | Italia                                  |
| Om Sara                                      | Othman Karim                      | Svezia                                  |
| Sipur Hatzi-Russi                            | Eitan Anner                       | Israele                                 |
| Agrypnia                                     | Nikos Grammatikos                 | Grecia                                  |
| Rokonok                                      | István Szabó                      | Ungheria                                |
| Semishigure                                  | Mitsuo Kurotsuchi                 | Giappone                                |
| Per sesso o per amore? (Combien tu m'aimes?) | Bertrand Blier                    | Francia                                 |
| Snivaj, Zlato Moje                           | Neven Hitrec                      | Croazia                                 |
| Chiedi alla polvere (Ask the Dust)           | Robert Towne                      | USA                                     |
| Der Lebensversicherer                        | Bülent Akinci                     | Germania                                |
| In viaggio con Evie (Driving Lessons)        | Jeremy Brock                      | Regno Unito                             |
| Červ'                                        | Aleksej Muradov                   | Russia                                  |

## Premi
- Giorgio d'Oro: Om Sara, regia di Othman Karim
- Premio Speciale della Giuria: In viaggio con Evie, regia di Jeremy Brock
- Giorgio d'Argento:
  - Miglior Regista: Bertrand Blier per Per sesso o per amore?
  - Miglior Attore: Jens Harzer per Der Lebensversicherer
  - Miglior Attrice: Julie Walters per In viaggio con Evie
- Giorgio d'Argento per il Miglior Film nella Competizione Prospettiva: Čašma, regia di Ëlkin Tujčiev
- Premio Speciale per un eccezionale contributo al mondo del cinema: Chen Kaige
- Premio Stanislavskij: Gérard Depardieu